# Nayarit
Nayarit  jedna je od 31 saveznih država Meksika, smještena u središnjem zapadnom dijelu zemlje, na obali Tihog oceana. Država se prostire na 26.979 km², u njoj živi 968.257 stanovnika (2009), a glavni grad je Tepic.
Nayarit je okružena saveznom državom Sinaloa na sjeverozapadu, Durango na sjeveru, Zacatecas na sjeveroistoku i Jalisco na jugu, dok je na zapadu Tihi ocean. 

## Općine
- Acaponeta
- Ahuacatlán
- Amatlán de Cañas
- Bahía de Banderas
- Compostela
- Del Nayar
- Huajicori
- Ixtlán del Río
- Jala
- La Yesca
- Rosamorada
- Ruíz
- San Blas
- San Pedro Lagunillas
- Santa María del Oro
- Santiago Ixcuintla
- Tecuala
- Tepic
- Tuxpan
- Xalisco